# Matteo Rabottini
Matteo Rabottini (Pescara, 14 augustus 1987) is een Italiaans wielrenner die sinds medio 2016 rijdt voor Meridiana Kamen Team. Hij kwam van 2011 tot en met 2014 uit voor het Italiaanse team Neri Sottoli. In 2010 liep hij stage bij Lampre-Farnese Vini. Hij is een zoon van voormalig wielrenner Luciano Rabottini.

## Carrière
In 2009 werd Rabottini nationaal kampioen op de weg bij de beloften. In 2010 was hij goed voor etappewinst in de Baby Giro. In 2011 boekte hij zijn eerste profzege: een etappe in de Ronde van Turkije.
In de Ronde van Italië 2012 schreef Rabottini de vijftiende etappe (een bergrit) op zijn naam. Hij reed vrijwel de hele dag alleen voorop en kwam, ondanks dat hij in de slotfase nog achterhaald werd door Joaquim Rodríguez, als eerste over de finish. Hiermee veroverde Rabottini ook de leiding in het bergklassement. In 2014 reed hij als kopman van Neri Sottoli naar de zeventiende plek in het eindklassement van de Ronde van Italië. Op 8 augustus 2014 testte hij positief op het gebruik van epo. De UCI legde hem een schorsing van twee jaar op, die later met drie maanden werd verminderd vanwege Rabottini's medewerking met de dopingautoriteiten.
In 2016 maakte Rabottini zijn terugkeer bij Meridiana Kamen Team.

## Overwinningen
2009
 Italiaans kampioen op de weg, Beloften
2010
9e etappe Baby Giro
2011
5e etappe Ronde van Turkije
2012
15e etappe Ronde van Italië
Bergklassement Ronde van Italië

## Resultaten in voornaamste wedstrijden
| Jaar | Ronde van Italië | Ronde van Frankrijk | Ronde van Spanje |
| ---- | ---------------- | ------------------- | ---------------- |
| 2011 | 112e             |                     |                  |
| 2012 | 60e (1)          |                     |                  |
| 2013 | 55e              |                     |                  |
| 2014 | 17e              |                     |                  |

| Jaar | Milaan-San Remo | Amstel Gold Race | Ronde van Lombardije |
| ---- | --------------- | ---------------- | -------------------- |
| 2011 |                 |                  |                      |
| 2012 |                 | 127e             | 19e                  |
| 2013 | 34e             |                  |                      |
| 2014 | opgave          |                  |                      |

## Ploegen
- 2010 –  Lampre-Farnese Vini (stagiair vanaf 1-8)
- 2011 –  Farnese Vini-Neri Sottoli
- 2012 –  Farnese Vini-Selle Italia
- 2013 –  Vini Fantini-Selle Italia
- 2014 –  Neri Sottoli [a]
- 2016 –  Meridiana Kamen Team (vanaf 7-5)
- 2017 –  Meridiana Kamen Team
- 2018 –  Meridiana Kamen Team
- 2019 –  Meridiana Kamen Team
- 2020 –  Meridiana Kamen Team
- 2021 –  Meridiana Kamen Team
- 2022 –  Meridiana Kamen Team

1. ↑  Tot maart heette de ploeg Yellowfluo, maar na het aantrekken van een nieuwe sponsor werd de naam veranderd.